# セントビンセント・グレナディーンの都市の一覧
セントビンセント・グレナディーンの都市の一覧（セントビンセント・グレナディーンのとしのいちらん）では、セントビンセント・グレナディーンの都市および地方自治体制度について説明する。首都はセントビンセント島のキングスタウン。

## 地方自治体
運輸・労働・都市開発および地方自治省（Ministry of Transport, Works, Urban Development and Local Government）によると、合計17つの地方自治体が設置されている。自治体は道路や下水道といったインフラストラクチャーおよび墓地など公共施設の維持管理、中央政府に代わって固定資産税の徴収を行う。省は各自治体を監督する立場にあるが、キングスタウンのみ特別で省の事務次官と直接連絡を取ることが出来る。
以下に種別の地方自治体を列挙する。併せてカッコ内には所属している行政教区を追記した。
地区評議会（District Council）
- ビアブー（英語版） (Biabou、シャーロット教区）
- ベキア島（Bequia、グレナディーン教区）
- ローマンズ（Lowmans、セント・パトリック教区）
- パーク・ヒル（Park Hill、シャーロット教区[4]）
- ユニオン島（Union Island、グレナディーン教区）

町委員会（Town Board）
- バルワイイー（Barrouallie、セント・パトリック教区）
- カリアクア（英語版）（Calliaqua、セント・ジョージ教区）
- シャトーブレール（Chateaubelair、セント・デイヴィッド教区）
- ジョージタウン（Georgetown、シャーロット教区）
- キングスタウン（Kingstown Town Board、セント・ジョージ教区）
- ラユー（英語版）（Layou、セント・アンドリュー教区）

村評議会（Village Council）
- メアリクア（Marriaqua、シャーロット教区）
- トルマカ（英語版）（Troumaca、セント・デイヴィッド教区）

特別行政（Special Service）
- 西セント・ジョージ（West St. George、セント・ジョージ教区）
- 北ウィンドワード（North windward、シャーロット教区）
- 北リーワード（North Leeward、セント・デイヴィッド教区）
- カノーアン島（Canouan、グレナディーン教区）

## 都市の一覧

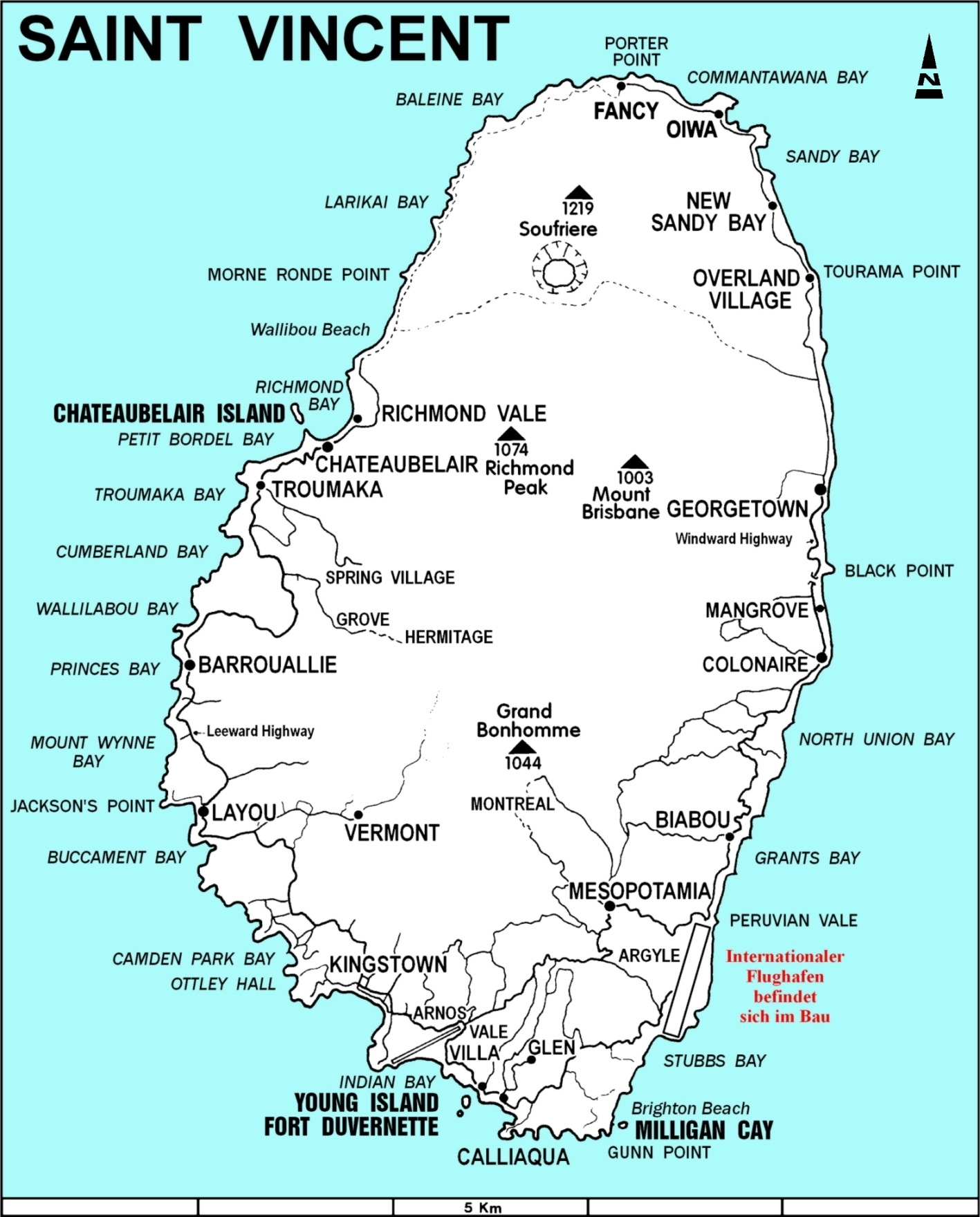
セントビンセント島の地図

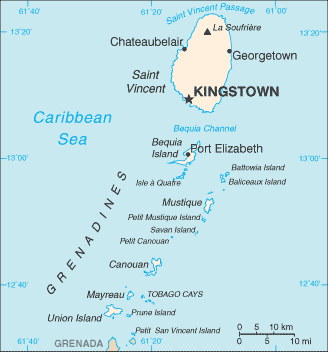
セントビンセント・グレナディーンの地図

ここでは主要な都市のみを列挙する。すべての集落の一覧については各教区のページを参照。
シャーロット教区
- ビアブー（英語版）（Biabou）
- コロナリー（英語版） (Colonarie）
- ファンシー（英語版） (Fancy）
- グレイグス（英語版） (Greiggs）
- ニューサンディ・ベイ・ヴィレッジ（英語版） (New Sandy Bay Village）

セント・アンドリュー教区
- カムデン・パーク（Campden Park, Camden Park）
- ラユー（英語版）（Layou） - セント・パトリック教区の境界に位置し、地図・資料によっては所属教区が異なる。例えばアメリカ国家地理空間情報局（NGA）はセント・パトリック教区に含めている[5]。
- バーモント（Vermont）

セント・デイヴィッド教区
- シャトーブレール（Chateaubelair）
- トルマカ（英語版） (Troumaka, Troumaca）

セント・ジョージ教区
- アーノス・ヴェイル（英語版） (Arnos Vale）
- カリアクア（英語版） (Caliaqua）
- キングスタウン (Kingstown）

セント・パトリック教区
- バルワイイー (Barrouallie）
- ラユー（Layou） - 地図・資料によって異なる

グレナディーン教区
- アシュトン（英語版）（Ashton、ユニオン島）
- チャールズタウン（Charlestown、カノーアン島）
- デリック（英語版）（Derrick、ベキア島）
- ラヴェル・ヴィレッジ（英語版）（Lovell Village、マスティク島）
- ポート・エリザベス（Port Elizabeth、ベキア島）